# Юлія (річка)
Річка Юлія, ретороманською Gelgia та Güglia, в швейцарському кантоні Граубюнден витікає в районі Юлійського перевалу (2284 м над рівнем моря)і протікає через долинну місцевість Верхній Хальбштайн (рет. Surses), яка закінчується проваллям Крап Сеш. Швидкість потоку Юлії становить 10,5 м³/с, а довжина 37,5 км, що робить її найбільшою притокою Альбули, в яку вона впадає при Тіфенкастель.
| Швейцарія | Це незавершена стаття з географії Швейцарії. Ви можете допомогти проєкту, виправивши або дописавши її. |